# Jacob von der Lippe Parelius der Jüngere
Jacob von der Lippe Parelius, zur Unterscheidung von seinem Vater den yngre (der Jüngere) genannt, (* 4. Februar 1782 in Trondheim; † 6. September 1861 in Meldal) war ein norwegischer Theologe und 53 Jahre lang Seelsorger in Meldal. Er zeugte mit zwei Ehefrauen, die beide Töchter seines Onkels Nils Rosing Parelius (1753–1799) waren, innerhalb von 30 Jahren 17 Kinder, von denen vier selbst wiederum ein kinderreiches Pfarrhaus begründeten. Von seinen Nachfahren wurden der Sohn Annæus Benedictus Leth Parelius (1833–1890) als Mineralwasserfabrikant und der Enkel Frederik Arnoldus Parelius (1879–1970) als Schriftsteller bekannt.

## Leben

Wappen der ehemaligen Gemeinde Meldal

Jacobs gleichnamiger Vater Jacob von der Lippe Parelius hatte lange Jahre als Kaplan in Trondheim gelebt, wo zwischen 1775 und 1789 alle seine Kinder geboren wurden: Rasmus Brochmann Parelius (* 1775), Jens Mørch Parelius (* 1776), Dorothea von der Lippe Parelius (* 1779), Jacob von der Lippe Parelius (* 1782), Margrethe Schjødt Mørch Parelius (* 1784) und Anneus Benedictus Leth Parelius (* 1789).
1793 nahm der Vater die freie Pfarrstelle in Meldal an. Das Pfarrhaus Meldal, auch Grøtte genannt, wurde in der Mitte des 18. Jahrhunderts von Georg Arentz errichtet, das gesamte Anwesen erstreckte sich über mehrere Hektar. Der neue Pfarrer baute seinen Hof zu einer prächtigen Anlage mit 23 Gebäuden aus und ließ einen Barockgarten mit Pavillon und Alleen, Kirschbäumen und Beerenhecken anlegen. Er machte den Hof zu einem Musterbetrieb und „brachte den Dorfbewohnern den Kartoffelanbau bei, was in den entbehrungsreichen Jahren nach der Jahrhundertwende von großem Nutzen war“.
Der junge Jacob von der Lippe Parelius „wurde 1798 Student“, das heißt, er bestand die Abiturprüfung. Nach einem „zweiten Examen“ 1799 schloss er 1807 sein theologisches Studium ab. Im Folgejahr 1808 wurde er von seinem Vater als persönlicher Kaplan angestellt.
Am 13. Juli 1809 heiratete er seine Cousine Elsebe Cathrine Parelius (* 12. September 1783; † 8. Januar 1821), die ihm sieben Kinder gebar: Margrethe Elisabet Parelius (1812–1871), Margrethe Schjødt Mørch Parelius (1813–1897), Nielsine Rosing Parelius (1815–1891), Jakob von der Lippe Parelius (1816–1895), Rasmus Brochmann Parelius (1818–1887), sowie zwei einjährig verstorbene. Nielsine heiratete den späteren Pfarrer Christian Ludwig Nannestad und hatte sechs Kinder. Rasmus Brochmann wurde selbst Pfarrer mit sieben Kindern.
Kaplan Jacob rückte 1812 zum residierenden Kaplan vor und als sein Vater, gebrechlich und blind, 1819 als Pfarrer zurücktrat, übernahm der Sohn Pfarramt und -hof bis zu seinem Lebensende. Er führte das Werk seines Vaters, den Ausbau des Hofes Meldal, tatkräftig fort. 1825 ließ er den Garten mit einer Steinmauer umfassen. 1828 wurde das große Wirtschaftsgebäude errichtet. Zur Finanzierung der Ausbauten musste er 1833 die große väterliche Bibliothek versteigern lassen. Das Pfarrhaus steht heute unter Denkmalschutz und wird von der staatlichen Stiftung Opplysningsvesenets fond betreut, der dazugehörige Bauernhof wird in Pacht bewirtschaftet.
Ein Jahr nach dem Tod seiner Ehefrau heiratete er 1822 deren Schwester Margrethe Elisabeth Parelius (* 1. Juli 1798; † 26. Juni 1854), die ihm zehn Kinder gebar: Nils Rosing Parelius (1824–1875), Elisabeth Cathrine Parelius (1825–1911), Marcellus Hegge Parelius (1827–1873), Jens Christian Parelius (1829–1869), Søren Mørch Parelius (1831–1869), Annæus Benedictus Leth Parelius (1833–1890), Johan Parelius (1835–1911), Anna Johanna Parelius (1837–1908), Markus Hegge Parelius (1839–?), sowie ein einjährig verstorbenes. Elisabeth Cathrine heiratete den Pfarrer Sigismund Christian Dieh und hatte acht Kinder. Anna Johanna heiratete den Kaplan Carl Jacob Boll und hatte zehn Kinder.
Ab 1832 bis 1841 (als er „in Gnaden entlassen wurde“) war Jacob von der Lippe Parelius der Jüngere auch Propst im Dekanat Dalernes (heute auf Gauldal, Orkdal und Strinda aufgeteilt), ein Amt, das der Ältere ebenfalls (1801–1814) bekleidet hatte.

## Literatur

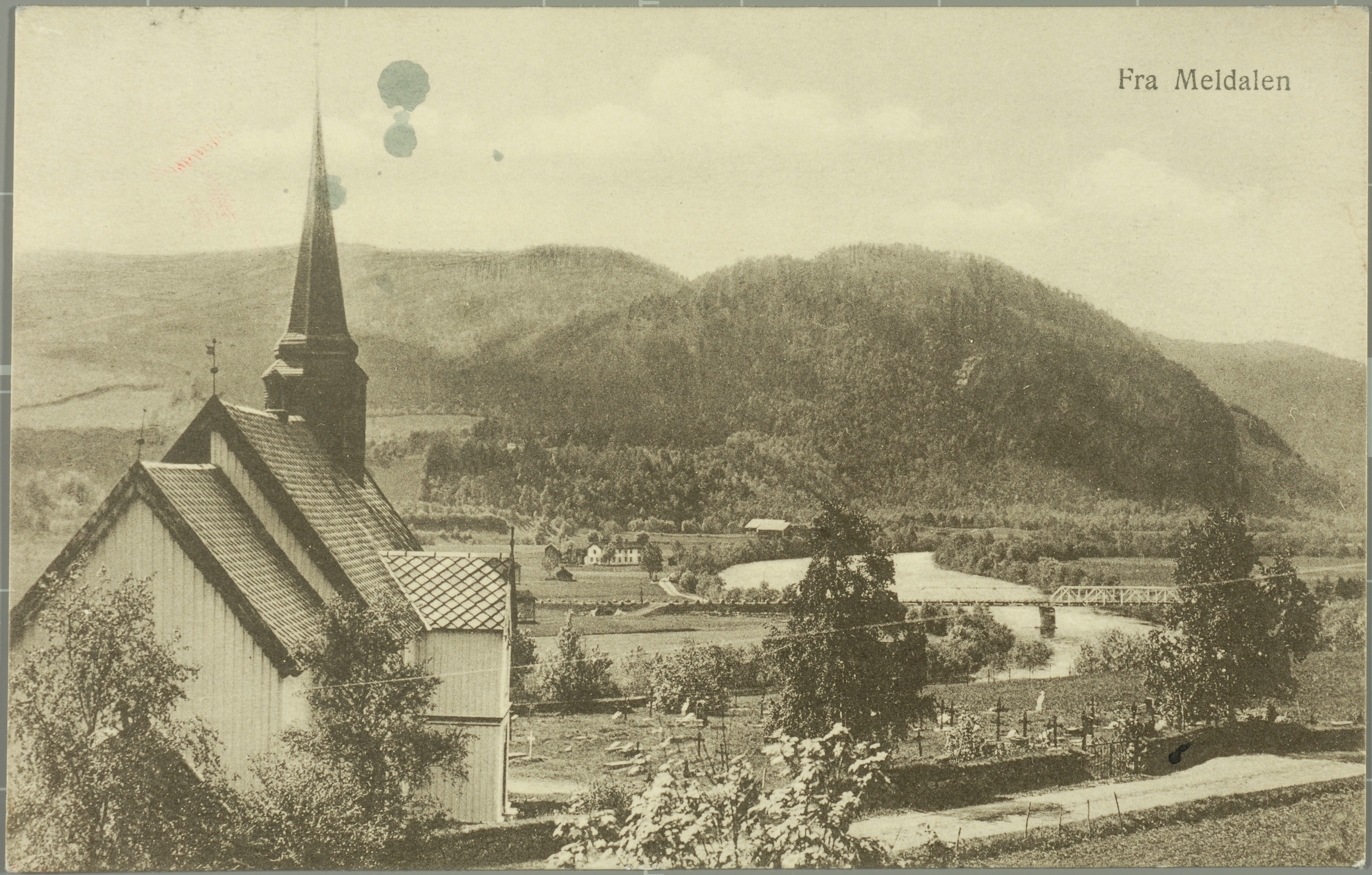
Die Kirche von Meldal, erbaut 1838, Foto aus den 1920er Jahren